# زبان‌های اشاره اتیوپیایی
زبان‌های اشاره اتیوپیایی زبان‌های پرشمار اشاره‌ای هستند که توسط ناشنوایان و کم شنوایان در اتیوپی استفاده می‌شود.